# Авазашвили, Алихан Алексеевич
Алихан Алексеевич Авазашвили (1914 год, Кварели, Телавский уезд, Тифлисская губерния, Российская империя — неизвестно, Кварели, Грузинская ССР) — грузинский советский партийный, государственный и хозяйственный деятель, председатель исполнительного комитета Кварельского районного Совета депутатов трудящихся (1944—1952), первый секретарь Кварельского райкома партии, Грузинская ССР. Герой Социалистического Труда (1951). Депутат Верховного Совета Грузинской ССР 4 — 5 созывов.

## Биография
Родился в 1914 году в селении Кварели Телавского уезда. С раннего возраста трудился в сельском хозяйстве. В 1936 году окончил сельскохозяйственный институт. Трудился инспектором в сельскохозяйственном управлении Кварельского района. В последующем обучался в Тбилисском государственном университете имени И. Сталина. С 1940 года — член ВКП(б). В 1941 году по завершении обучения в Тбилисском университете трудился в журнале «Молодой большевик Грузии». В этом же году направлен в аппарат ЦК Компартии Грузии, где с 1942 года возглавлял отдел по работе с крестьянской молодёжью. В последующем назначен вторым секретарём Кварельского райкома партии.
С 1944 года — председатель Кварельского райисполкома. Занимался восстановлением сельскохозяйственного производства в районе. За короткое время в годы Четвёртой пятилетки (1949—1950) сельскохозяйственные предприятия Кварельский района достигли довоенного уровня производства сельскохозяйственных продуктов. За высокие урожаи чайного листа и табака в 1948 году в целом по району был награждён Орденом Ленина.
В 1949 году обеспечил перевыполнение в целом по Кварельскому району плана сбора урожая табака на 33,4 %. Указом Президиума Верховного Совета СССР от 19 апреля 1951 года удостоен звания Героя Социалистического Труда за «перевыполнение плана сбора урожая табака в 1949 году» с вручением ордена Ленина и золотой медали «Серп и Молот» (№ 5834).
Этим же указом званием Героя Социалистического Труда были награждены первый секретарь Кварельского райкома партии Михаил Давидович Цихистави, заведующий отделом сельского хозяйства Михаил Лукич Мардалеишвили и главный районный агроном Арчил Феодорович Асанишвили.
С 1952 года — первый секретарь Кварельского райкома партии. По итогам работы в годы Семилетки (1959—1965) был награждён третьим Орденом Ленина.
Избирался депутатом Верховного Совета Грузинской ССР 4 — 5 созывов (1955—1963).
После выхода на пенсию проживал в Кварели. Дата смерти не установлена.
Награды
- Герой Социалистического Труда
- Орден Ленина — трижды (05.08.1949; 1951; 02.04.1966)
- Медаль «За оборону Кавказа» (01.05.1944)